# تئودور هومان
تئودور هومان (انگلیسی: Theodor Homann; ۲۸ آوریل ۱۹۴۸ – ۱۱ آوریل ۲۰۱۰) بازیکن فوتبال اهل آلمان بود.
از باشگاه‌هایی که در آن بازی کرده‌است می‌توان به باشگاه فوتبال نورنبرگ و باشگاه فوتبال مانهایم اشاره کرد.